# Huang Jianjie
Huang Jianjie (黄建杰S, Huáng JiànjiéP; 26 maggio 2010) è un tuffatore cinese.

## Biografia
All'età di tredici anni e dieci mesi ha vinto la medaglia d'oro ai Campionati mondiali di nuoto di Doha 2024 nella gara di sincro misto da piattaforma 10 metri in coppia con la diciannovenne Zhang Jiaqi divenendo il più giovane campione mondiale di sempre tra gli uomini nei tuffi.

## Palmares
- Mondiali

Doha 2024: oro nel sincro 10m misto.